# Étrigny
Étrigny là một xã ở tỉnh Saône-et-Loire trong vùng Bourgogne-Franche-Comté nước Pháp. It is around 20 km (12 mi) south of Chalon-sur-Saône and 100 km (62 mi) north of Lyon.

## Thông tin nhân khẩu
Theo điều tra dân số năm 1999, xã này có dân số 395.
Dân số năm 2006 ước khoảng 434 người.